# Microchironomus oblanceolata
Microchironomus oblanceolata är en tvåvingeart som beskrevs av Jai Kisahn Maheshwari och Agarwal 1993. Microchironomus oblanceolata ingår i släktet Microchironomus och familjen fjädermyggor.
Artens utbredningsområde är Uttar Pradesh (Indien). Inga underarter finns listade i Catalogue of Life.